# Сариев, Кахраман Раматуллаевич
Кахраман Рахматулаевич Сариев (каракалп. Qaxraman Ramatullaevich Sariev; род. в 1980 году) — каракалпакский государственный деятель, с 14 октября 2016 года председатель Совета министров Каракалпакстана.

## Биография
Кахраман Сариев родился в 1980 году. В 2002 году окончил Ташкентский государственный институт востоковедения.
Кахраман Сариев занимал пост министра экономики Каракалпакстана. 14 октября 2016 года Кахраман Сариев назначен главой Совета министров Каракалпакстана, сменив Бахадира Янгибаева, который занимал этот пост с 2006 года.
В 2020 году защитил докторскую диссертацию на тему «Экономико-статистический анализ деятельности промышленных предприятий (на примере Республики Каракалпакстан)»